# ジーモン・ゾーム
- ジモン・ゾーム

ジーモン・ゾーム（Simon Sohm, 2001年4月11日 - ）は、スイス・チューリッヒ出身のサッカー選手。スイス代表。ACFフィオレンティーナ所属。ポジションはミッドフィールダー。

## 経歴

### クラブ
2001年4月11日、スイス人の母親とナイジェリア人の父親のもと、スイスのチューリッヒに生まれた。FCチューリッヒの下部組織で育ち、17歳で迎えた2018年6月29日にクラブと初のプロ契約を締結。10月28日に行われたスーパーリーグ第12節のFCザンクトガレン戦で交代出場し、トップチームにデビューした。
2020年10月4日、イタリア・セリエAのパルマ・カルチョ1913に2025年6月までの5年契約で加入した。加入初年度にクラブはリーグ戦最下位となり、翌シーズンからはセリエBに舞台を移す中、2024年1月にはクラブと1年延長オプション付きの2027年6月までの契約を新たに締結。この2023-24シーズンのセリエBでパルマは優勝を果たし、2024-25シーズンはセリエAに復帰した。
2025年8月4日、ACFフィオレンティーナに完全移籍した。

### 代表
各ユース世代のスイス代表に選出されてきており、U-17スイス代表として2018年のUEFA U-17欧州選手権に、U-21スイス代表として2021年と2023年のUEFA U-21欧州選手権に参加した。
2020年10月7日、スイスのキブンパルクで行われたクロアチア代表との親善試合で後半途中から交代出場し、スイスA代表にデビューした。

## タイトル
パルマ
- セリエB：2023-24